# Cheomseongdae
Cheomseongdae is een sterrenwacht in Gyeongju (Zuid-Korea). Cheomseongdae betekent sterrenstaartoren in het Koreaans. Het is een van de oudste observatoria in Oost-Azië die nog intact is, en tevens een van de oudste wetenschappelijke installaties op aarde. Het observatorium werd opgericht in de achtste eeuw in de tijd van het koninkrijk Silla, waarvan Gyeongju de hoofdstad was.
Cheonseongdae is de nationale schat nummer 31 van Korea sinds 20 december 1962. Het maakt deel uit van de werelderfgoedinschrijving Historische gebieden van Gyeongju.